# Тирадентис (Минас-Жерайс)
Тирадентис (порт. Tiradentes) — муниципалитет в Бразилии, входит в штат Минас-Жерайс. Составная часть мезорегиона Кампу-дас-Вертентис. Входит в экономико-статистический микрорегион Сан-Жуан-дел-Рей. Население составляет 6630 человек на 2006 год. Занимает площадь 83,209 км². Плотность населения — 79,7 чел./км².
Праздник города — 19 января.

## История
Получил права города 19 января 1718 года в результате отделения от соседнего Сан-Жуан-дел-Рей. До установления республики в Бразилии назывался Вила-де-Сан-Жозе-ду-Рио-Мортес (порт. Vila de São José do Rio Mortes), затем переименован в Тирадентес в честь национального героя Бразилии.

## Статистика
- Валовой внутренний продукт' на 2003 год составляет 34 118 349,00 реалов (данные: Бразильский институт географии и статистики).
- Валовой внутренний продукт на душу населения на 2003 год составляет 5475,58 реалов (данные: Бразильский институт географии и статистики).
- Индекс развития человеческого потенциала на 2000 год составляет 0,773 (данные: Программа развития ООН).

## Галерея

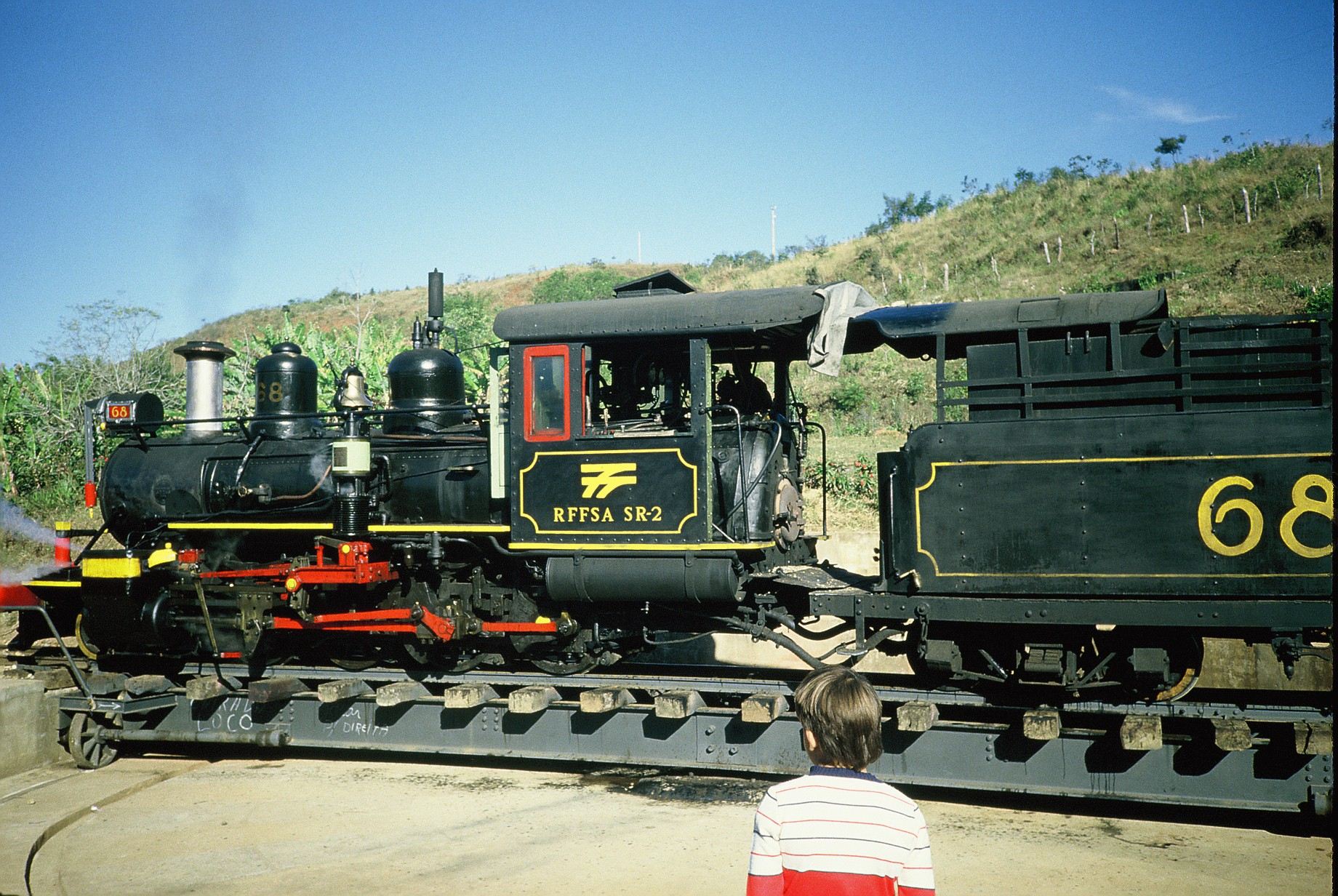
Железнодорожный музей
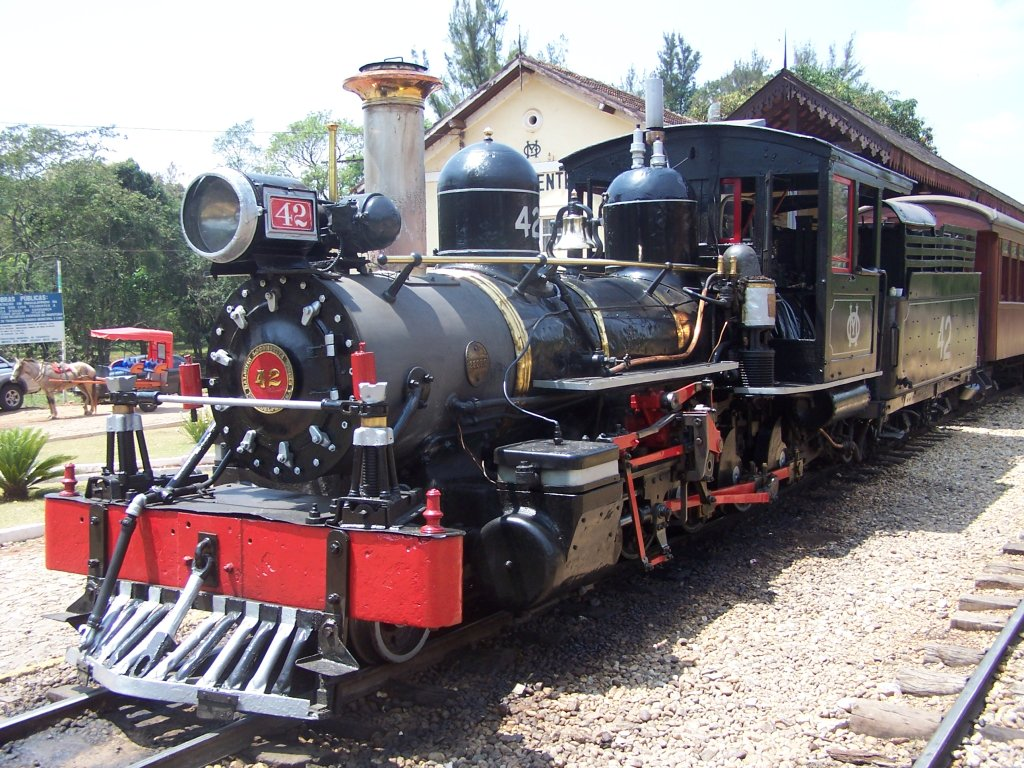
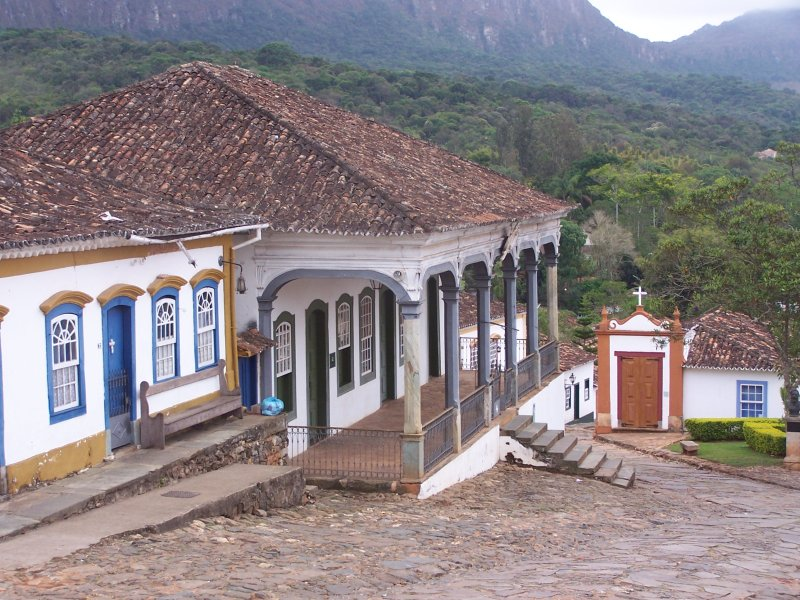
Мэрия
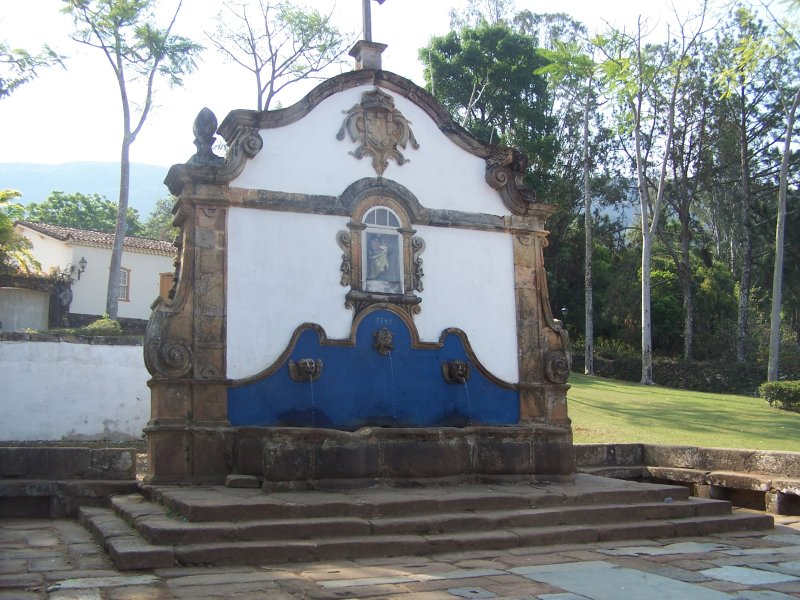
Фонтан св. Иосифа
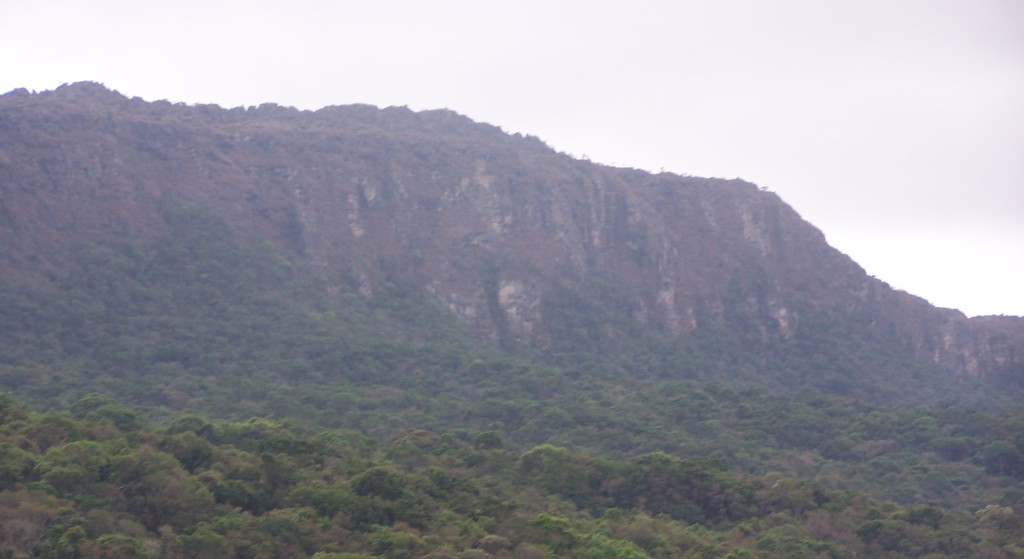
Серра-де-Сан-Хосе